# Нёдль, Андреас
Андре́ас Нёдль (нем. Andreas Nödl; 28 февраля 1987, Вена, Австрия) — австрийский хоккеист, правый нападающий. В настоящее время является игроком клуба «Вена Кэпиталз», выступающего в австрийской лиге ЕБЕЛ.